# 海尔奈克·伊什特万
海尔奈克·伊什特万（匈牙利語：Hernek István，1935年4月23日—2014年9月25日），匈牙利男子皮划艇运动员。他曾代表匈牙利参加1956年夏季奥林匹克运动会皮划艇比赛，获得男子单人划艇1000米银牌。